# Trézény
Trézény település Franciaországban, Côtes-d’Armor megyében. Lakosainak száma 355 fő (2022. január 1.). Trézény Coatréven, Kermaria-Sulard, Lanmérin és Rospez községekkel határos.

## Népesség
A település népessége az elmúlt években az alábbi módon változott:
| Lakosok száma | 187  | 220  | 304  | 267  | 367  | 362  | 356  | 351  | 353  | 355  |
|               | 1968 | 1982 | 1990 | 2006 | 2013 | 2015 | 2017 | 2019 | 2020 | 2022 |